# Helius (Helius) apicalis
Helius (Helius) apicalis is een tweevleugelige uit de familie steltmuggen (Limoniidae). De soort komt voor in het Oriëntaals gebied.